# 西之京站
西之京站（日语：／ Nishinokyō eki */?）位于奈良县奈良市西之京町，是近畿日本铁道（近铁）橿原線的车站，车站编号为B28。
為服務於前往唐招提寺、藥師寺參觀的遊客，自2007年3月22日起，急行列車在休息日早間時段停靠該站，2010年3月19日起部分特急列車在休息日早間時段也在此停站。自2012年3月20日起，急行及部分特急列車亦在平日早間時段在此站停靠。

## 歴史
- 1921年（大正10年）4月1日 - 大阪電氣軌道畝傍線（現橿原線）西大寺（現大和西大寺） - 郡山（現近鐵郡山站）區間開通時启用。[1]
- 1941年（昭和16年）3月15日 - 由於與參宮急行電鐵合併，該站成為關西急行鐵道的車站。[1]
- 1944年（昭和19年）6月1日 - 由于公司合并，成为近畿日本铁道的车站。[1]
- 1996年（平成8年）2月21日 - 站厅地下化。
- 2007年（平成19年）
  - 3月24日 - 追加为急行列车停车站并于休息日早间时段在此停靠。
  - 4月1日 - PiTaPa开始使用[2]。
- 2010年（平成22年）3月20日 - 追加为特急列车停车站并于休息日早间时段停靠部分特急列车。
- 2012年（平成24年）3月20日 - 特急及急行列车的停车时段延长至平日早间。

## 车站构造
西之京站是一座地上站；站台為側式站台，具備容納6輛編組列車的能力。檢票口和站廳位於地下，站台位於地上。檢票口各設在東西兩處，出入口位于橿原方向的站台两侧。
作為天理站管理的有人站，西之京站設置了適用於PiTaPa和ICOCA的自動驗票機以及自動補票機（也適用於回数券及IC卡的充值）。
只有在后述的特急列车停车的时间段，才可以在车站窗口购买特急票，但平日和休息日的销售时间段不同，且無法購買定期票。

### 月台配置
| 月台 | 路線   | 方向 | 目的地                                                          |
| ---- | ------ | ---- | --------------------------------------------------------------- |
| 1    | 橿原線 | 下行 | 郡山、大和八木、橿原神宮前方向 天理方向 吉野方向                |
| 2    | 橿原線 | 上行 | 大和西大寺、丹波橋、京都方向 奈良、大阪難波、尼崎、神戸三宮方向 |

## 相鄰車站
近畿日本鐵道
 橿原線
- □部分特急列車停車站（日間列車停車）

■急行（高峰期）
通過
■急行（非高峰期）
大和西大寺（B26）－西之京（B28）－近鐵郡山（B30）
■普通
尼辻（B27）－西之京（B28）－九條（B29）

## 外部連結
- 近畿日本鐵道 西之京站（页面存档备份，存于）
- 奈良交通集團官網「時刻・車費指南」（页面存档备份，存于）
- 藥師寺官網
- 唐招提寺官網（页面存档备份，存于）